# Ázerbájdžánská hokejová reprezentace
Ázerbájdžánská hokejová reprezentace je národní hokejové mužstvo Ázerbájdžánu. Ázerbájdžán je členem Mezinárodní federace ledního hokeje od 6. května 1992. Mezinárodně dosud nehrál.